# Eu sunt Hercule
Eu sunt Hercule este un film românesc din 2016 regizat de Marius Iacob.

## Distribuție
Distribuția filmului este alcătuită din:
- Gelu Hudema
- Aurel Ungureanu
- Dumitru Lungu